# Український науково-дослідний інститут соляної промисловості
Український науково-дослідний інститут соляної промисловості — засновано у 1935 р. Державне підприємство.
Основні наукові напрямки:
- технологія та техніка видобутку і переробки кам'яної, басейнової та озерної солей, інших нерудних корисних копалин;
- комплексна механізація навантажувально-розвантажувальних та транспортно-складських робіт;
- розширення асортименту високоякісних зразків солей;
- комплексне вивчення сировинної бази, питань безпеки експлуатації родовищ солей та будівельних матеріалів, охорони довкілля;
- розробка наукових основ покращання умов праці;
- сертифікація харчових продуктів, організації економіки виробництва;
- проведення патентних та кон'юнтурних досліджень, науково-технічна інформація.